# 死の接吻 (1995年の映画)
『死の接吻』（しのせっぷん、Kiss of Death）は、1995年のアメリカ合衆国のクライムスリラー映画。監督はバーベット・シュローダー、出演はデヴィッド・カルーソとニコラス・ケイジなど。エリアザー・リプスキーの小説を原作とした1947年の同名映画のリメイクで、犯罪組織によって平穏な生活を一変させられた男の闘争を描いている。
主演のデヴィッド・カルーソはこの作品と『ジェイド』の2作品で第16回ゴールデンラズベリー賞最低新人賞にノミネートされた。

## ストーリー
ニューヨークのクイーンズ区。元犯罪者から更生したジミーは、警備員の職を得て、妻のベヴと幼い娘コリーナとつましいながらも3人で一緒に暮らしていた。そんなある日、自動車工場を営むいとこのロニーが地元のギャング組織に命じられた仕事を手伝ってくれと、ジミーに頼みに来る。はじめは断っていたジミーだったが、人が見つからないと殺されるというロニーの言葉に、不本意ながらも承知して手伝うが、警察に検挙され、再び刑務所生活に入る。
ロニーはベヴを罪償いと称して自分の工場で雇うが、ある夜、彼女を酔わせたあげくに犯す。翌朝、目覚めて動転したベヴは交通事故に遭って死んでしまう。復讐に燃えるジミーは一計を案じて、ベヴの親友ロージーに預けた娘に会うことを口実に、担当の地方検事フランクと取引、ある宝石強盗事件を自供、ロニーを密告者に仕立て上げ、組織の老ボス、ビッグ・ジュニアの凶暴な息子、リトル・ジュニアにロニーを始末させることに成功する。娘に会うため1日だけの仮出所をしたジミーの護送に当たったのは、彼を逮捕する際に仲間の発砲で顔面を負傷、その後遺症に苦しめられてジミーを恨む黒人刑事カルヴィンだった。
3年後。出所したジミーはロージーと再婚し、改めて平穏な生活を送ろうとするが、彼にカルヴィンがつきまとい、父親の死後新たなボスとなったリトル・ジュニア検挙のための囮捜査への協力を迫ってくる。ジミーは再び危険な道へ足を踏み入れることになる。

## キャスト
※括弧内は日本語吹替
- ジミー・キルマーティン - デヴィッド・カルーソ（池田秀一）
- ベヴ・キルマーティン - ヘレン・ハント（佐々木優子）
- ロージー・キルマーティン - キャスリン・アーブ（水谷優子）
- カルヴィン・ハート - サミュエル・L・ジャクソン（池田勝）
- オマー - ヴィング・レイムス（島香裕）
- フランク・ジオリ - スタンリー・トゥッチ（島田敏）
- ロニー・ギャノン - マイケル・ラパポート（相沢まさき）
- リトル・ジュニア・ブラウン - ニコラス・ケイジ（安原義人）
- ビッグ・ジュニア・ブラウン - フィリップ・ベイカー・ホール（岡部政明）
- ジャック・ゴールド - アンソニー・ヒールド（谷口節）

## スタッフ
- 監督：バーベット・シュローダー
- 製作：バーベット・シュローダー、スーザン・ホフマン
- 脚本：リチャード・プライス
- 撮影：ルチアーノ・トヴォリ
- 音楽：トレヴァー・ジョーンズ

## 作品の評価
Rotten Tomatoesによれば、39件の評論のうち高評価は67%にあたる26件で、平均点は10点満点中6.7点、批評家の一致した見解は「傑出したアンサンブル・キャストのおかげで『死の接吻』は、脚本は散発的に緊張感をはじけさせるだけかもしれないが、巧みで雰囲気のあるノワール調の犯罪スリラーに仕上がっている。」となっている。
Metacriticによれば、26件の評論のうち、高評価は21件、賛否混在は5件、低評価はなく、平均点は100点満点中72点となっている。